# Chimonobambusa
Chimonobambusa, rod trajnica iz porodice trava. Sastoji se od četrdesetak vrsta bambusa iz južne Kine, Vijetnama, Tajvana, istočne Himalaje, Mjanmara, Japana. Pripadaj potporodici Bambusoideae i tribusu Arundinarieae

## Vrste
1. Chimonobambusa angustifolia C.D.Chu & C.S.Chao
2. Chimonobambusa armata (Gamble) Hsueh & T.P.Yi
3. Chimonobambusa arunachalensis T.P.Sharma & Borthakur
4. Chimonobambusa brevinoda Hsueh & W.P.Zhang
5. Chimonobambusa callosa (Munro) Nakai
6. Chimonobambusa communis (Hsueh & T.P.Yi) T.H.Wen & Ohrnb.
7. Chimonobambusa convoluta Q.H.Dai & X.L.Tao
8. Chimonobambusa damingshanensis Hsueh & W.P.Zhang
9. Chimonobambusa fansipanensis T.Q.Nguyen & Vucan
10. Chimonobambusa gracilis (W.T.Lin) N.H.Xia
11. Chimonobambusa grandifolia Hsueh & W.P.Zhang
12. Chimonobambusa hejiangensis C.D.Chu & C.S.Chao
13. Chimonobambusa hirtinoda C.S.Chao & K.M.Lan
14. Chimonobambusa hsuehiana D.Z.Li & H.Q.Yang
15. Chimonobambusa jainii T.P.Sharma & Borthakur
16. Chimonobambusa lactistriata W.D.Li & Q.X.Wu
17. Chimonobambusa leishanensis T.P.Yi
18. Chimonobambusa luzhiensis (Keng f.) K.M.Lan
19. Chimonobambusa macrophylla (Hsueh & T.P.Yi) T.H.Wen & Ohrnb.
20. Chimonobambusa marmorea (Mitford) Makino
21. Chimonobambusa metuoensis Hsueh & T.P.Yi
22. Chimonobambusa microfloscula McClure
23. Chimonobambusa montigena (T.P.Yi) Ohrnb.
24. Chimonobambusa multigemmia T.P.Yi
25. Chimonobambusa ningnanica Hsueh f. & L.Z.Gao
26. Chimonobambusa opienensis (Keng f.) T.H.Wen & Ohrnb.
27. Chimonobambusa pachystachys Hsueh & T.P.Yi
28. Chimonobambusa paucispinosa T.P.Yi
29. Chimonobambusa puberula (Keng f.) T.H.Wen & Ohrnb.
30. Chimonobambusa pubescens T.H.Wen
31. Chimonobambusa purpurea Hsueh & T.P.Yi
32. Chimonobambusa quadrangularis (Franceschi) Makino
33. Chimonobambusa rigidula (Hsueh & T.P.Yi) T.H.Wen & Ohrnb.
34. Chimonobambusa sichuanensis (T.P.Yi) T.H.Wen
35. Chimonobambusa szechuanensis (Rendle) Keng f.
36. Chimonobambusa tianquanensis T.P.Yi
37. Chimonobambusa tuberculata Hsueh f. & L.Z.Gao
38. Chimonobambusa tumidissinoda Ohrnb.
39. Chimonobambusa unifolia (T.P.Yi) T.H.Wen
40. Chimonobambusa utilis (Keng) Keng f.
41. Chimonobambusa verruculosa (T.P.Yi) T.H.Wen & Ohrnb.
42. Chimonobambusa zhizhuzhu T.P.Yi

## Sinonimi
- Menstruocalamus T.P.Yi
- Oreocalamus Keng
- Qiongzhuea Hsueh & T.P.Yi
- Yuezhuea T.P.Yi